# Günther Hell
Günther Hell (* 30. srpna 1978 Bolzano, Itálie) je bývalý italský profesionální hokejový brankář. Měří 176 cm, váží 72 kg.
Celou kariéru hrál, s výjimkou několika utkání za Vídeň (EBEL), v Itálii, převážně za HC Bolzano v nejvyšší italské hokejové lize. Pár utkání odchytal v sezóně 2004/2005 za tým HC Setterquerce a mezi lety 2007–2010 hrál za čtyři různé kluby. Kariéru ukončil v Bolzanu v roce 2014. Itálii pravidelně reprezentoval na mezinárodních soutěžích, na nichž byl většinou druhým brankářem za jedničkou Jasonem Muzzattim. Günther Hell chytal i na ZOH 2006 v Turíně, odehrál celý zápas proti Finsku a polovinu utkání proti ČR.